# Alexander Mahone
Alexander Mahone es un personaje ficticio de la serie de televisión estadounidense de la Cadena FOX, Prison Break. Es un agente del FBI que es asignado para capturar a los ocho reclusos que escaparon de Fox River. Es interpretado por el actor William Fichtner.

## Papel
Alexander Mahone es un inteligente agente especial del FBI, que está al mando de la búsqueda de los ocho presos fugados de Fox River. Mahone es presionado por La Compañía para que encuentre y mate a Michael Scofield y Lincoln Burrows y también al resto de los presos escapados de Fox River.
Unos años atrás, Alex Mahone tuvo un caso en el que estuvo persiguiendo a un presidiario fugado llamado Oscar Shales, el cual iba asesinando gente y siempre escapaba. Tras un año de búsqueda, lo encontró y lo mató. Enterró el cadáver en el jardín de su casa en secreto y la versión oficial fue que había desaparecido. Mahone se culpaba de los asesinatos de Shales porque pensaba que si el fugitivo asesinaba era porque estaba libre, y si estaba libre era porque el agente del FBI no estaba haciendo bien su trabajo. Desde entonces tiene pesadillas y toma pastillas de Midazolan para relajarse. La Compañía chantajea a Alexander porque conocen su secreto y le amenazan con ir a por su mujer y su hijo pequeño (Cameron) si no consigue matar a los hermanos. Mahone hace todo lo posible para cumplir su objetivo y así volver con su familia. Mahone estudia a su enemigo, Michael Scofield y descubre muchos de sus secretos ocultos en el tatuaje, el plan de huida a Panamá y mucho más.
Durante la segunda temporada (cuando hace su aparición) asesina a John Abruzzi, Tweener y a Charles "Haywire" Patoshik después de que éstos sean capturados y se nieguen a cooperar. Al final de esta temporada Alexander Mahone es encarcelado en una cárcel en Panamá llamada Sona, junto con Brad Bellick, T-Bag y Michael Scofield. Al no poder adquirir su medicación relajante (a la que es adicto), sufre ataques de nervios, alucinaciones (siente que es alcanzado por una mano, oye voces y ve la imagen de Haywire en todos lados, a quien también pertenece la voz que escucha). En Sona intenta aliarse con Scofield, ya que cree que si atestigua a su favor frente a la justicia panameña, será liberado. Sin embargo, su juicio se demorará más de un año, según le informa el abogado que le es asignado, por lo que comienza a buscar la forma de escapar. Sin embargo, al tiempo llega (bajo las órdenes de Sullins) su exsecretaria del FBI, y le ofrece testificar todo lo que la compañía quería y le presionaba para hacer. Él acepta, y al no haber tomado los calmantes, pierde la calma frente al Juez, y falla en contra de él, lo que lo obliga volver a Sona. Al llegar, se une a Michael.
En la 4.ª temporada, Alexander Mahone descubre que Wyatt Mathewson ha asesinado a su hijo en nombre de La Compañía y ha amenazado de muerte a su esposa, en venganza se asocia con Michael Scofield y Lincoln Burrows para desbaratar a la compañía e ir en busca de lo que esconde los secretos de la compañía contenidos en el proyecto Scylla. Finalmente consigue vengar la muerte de su hijo acabando con Wyatt.
Al final de la temporada y tras  la muerte de Scofield, se marcha para siempre despidiéndose de Sarah y Lincoln.￼